# Савез хокеја на леду Бугарске
Хокејашки савез Бугарске (буг. Българска федерация по хокей на лед) кровна је спортска организација задужена за хокеј на леду на подручју Бугарске.
Седиште Савеза налази се у Софији.

## Историјат
Године 1929. у Софији основан је Бугарски клизачки клуб који је имао и секцију за хокеј на леду. Клуб је касније организовао и хокејашке утакмице са екипама АС-23 и ФК-13. Локалитет „Јунак“ у Софији је 1949. адаптиран у клизалиште и на том месту је почетком зиме исте године одржан и први хокејашки турнир у земљи уз учешће 4 екипе (Спартак, Славија, Левски и Средец). Нешто касније на истом месту одржано је и прво првенство главног града на којем је победио студентски клуб „Академик“. Наредне године основано је и 5 првих аматерских хокејашких клубова. 
Прво национално првенство одржано је у зиму 1952. на залеђеној језерској површини недалеко од највишег врха Бугарске Мусале. Уједно су у оквиру турнира по први пут одржана и такмичења за млађе узрасне категорије. Први терен са вештачким ледом отворен је у Софији 1960, а потом још два 1973. (по један у Софији и Старој Загори). 
Национални савез хокеја на леду основан је 1946, а пуноправним чланом Међународне хокејашке федерације (ИИХФ) постаје 25. јула 1960. године.

## Такмичења
Савез је задужен за организацију професионалних и аматерских такмичења у земљи, те за координацију рада националних селекција. 
Највиши ранг клупског хокеја у Бугарској је Национална лига А у којој учествују 4 професионална тима из Софије (Славија, ЦСКА, Левски и Спартак). На аматерском нивоу игра се и Б лига, а постоји и такмичење за национални куп. 
Мушка сениорска репрезентација на међународној сцени дебитовала је у утакмици са Југославијом. Утакмица је одиграна 17. јануара 1942. у Букурешту (Румунија), а селекција Бугарске је славила са 4:2. На светским првенствима екипа је дебитовала 1963. у такмичењу групе Ц где је остварила учинак од по једне победе и нерешеног и три пораза и заузела укупно 19. место (од 21 екипе). Највећи успеси тима су 14. место на СП 1970, и 12. место на ЗОИ 1976. године.
Женска сениорска селекција дебитовала је на међународној сцени у квалификацијама за ЗОИ 2010. (у Ванкуверу). Квалификациони турнир одржан је у Летонији, а селекција Бугарске забележила је сва 4 пораза, укључујужи и рекордни пораз од 0:82 против селекције Словачке. 

## Савез у бројкама
Према подацима ИИХФ за 2013. на подручју Бугарске регистровано је 488 играча Од тог броја њих 61 игра хокеј на професионалном нивоу, а 49 су женски играчи. Судијске лиценце поседује 31 арбитар. Хокејашку инфраструктуру чине 3 затворена и 5 отворених терена. Највећа ледена дворана налази се у Софији и има капацитет од 3.300 места.